# ポンテベドラCF
ポンテベドラCF（Pontevedra Club de Fútbol）は、スペイン・ガリシア州ポンテベドラに本拠地を置くサッカークラブ。2023-24シーズンはセグンダ・フェデラシオンに所属している。
1963-64シーズンにはじめてプリメーラ・ディビシオンに昇格し、1960年代に計6シーズントップディビジョンに在籍した。最高位は1965-66シーズンの7位である。

## タイトル

### 国内タイトル
- セグンダ・ディビシオン 2回
  - 1962-63, 1964-65

- セグンダ・ディビシオンB 2回
  - 2003-04, 2006-07

- テルセーラ・ディビシオン 7回
  - 1946-47, 1947-48, 1959-60, 1975-76, 1981-82, 1982-83, 1983-84

- コパ・フェデラシオン 1回
  - 2007

### 国際タイトル
- なし

## 過去の成績
| シーズン | 部 | ディビジョン | 順位 | コパ・デル・レイ |
| -------- | -- | ------------ | ---- | ---------------- |
| 2000-01  | 3  | セグンダB    | 14位 |                  |
| 2001-02  | 3  | セグンダB    | 4位  |                  |
| 2002-03  | 3  | セグンダB    | 4位  | 予選敗退         |
| 2003-04  | 3  | セグンダB    | 1位  | ベスト64         |
| 2004-05  | 2  | セグンダ     | 22位 | ベスト32         |
| 2005-06  | 3  | セグンダB    | 2位  | 2回戦敗退        |
| 2006-07  | 3  | セグンダB    | 1位  | 1回戦敗退        |
| 2007-08  | 3  | セグンダB    | 2位  | ベスト32         |
| 2008-09  | 3  | セグンダB    | 12位 | 1回戦敗退        |
| 2009-10  | 3  | セグンダB    | 4位  |                  |
| 2010-11  | 3  | セグンダB    | 18位 | 1回戦敗退        |
| 2011-12  | 4  | テルセーラ   | 4位  |                  |
| 2012-13  | 4  | テルセーラ   | 5位  |                  |
| 2013-14  | 4  | テルセーラ   | 4位  |                  |
| 2014-15  | 4  | テルセーラ   | 1位  |                  |
| 2015-16  | 3  | セグンダB    | 9位  | 1回戦敗退        |
| 2016-17  | 3  | セグンダB    | 4位  |                  |
| 2017-18  | 3  | セグンダB    | 14位 | 1回戦敗退        |
| 2018-19  | 3  | セグンダB    | 6位  |                  |
| 2019-20  | 3  | セグンダB    | 9位  | 1回戦敗退        |

| シーズン | 部 | ディビジョン | 順位    | コパ・デル・レイ |
| -------- | -- | ------------ | ------- | ---------------- |
| 2020-21  | 3  | セグンダB    | 7位/3位 | 2回戦敗退        |
| 2021-22  | 4  | セグンダRFEF | 1位     |                  |
| 2022-23  | 3  | 連盟1部      | 19位    | ベスト32         |
| 2023-24  | 4  | 連盟2部      |         |                  |

- 6シーズン - プリメーラ・ディビシオン（1部）
- 9シーズン - セグンダ・ディビシオン（2部）
- 1シーズン - プリメーラ・フェデラシオン（3部）
- 36シーズン - セグンダ・ディビシオンB（3部）
- 2シーズン - セグンダ・フェデラシオン（4部）
- 26シーズン - テルセーラ・ディビシオン（4部）
- 2シーズン - 地域リーグ

## 歴代監督
- エクトル・リアル 1965
- ホセ・フンコサ 1971
- ハビ・グラシア 2007-2008
- パブロ・アルファロ 2009-2010

## 歴代所属選手

### DF
- オスカル・テジェス 1996-1997
- パブロ・ピニジョス 1996-1997
- ホセ・マヌエル・レイ 2004-2005

### MF
- アリエル・モンテネグロ 2005-2006